# Unakkusativisches Verb
Der Begriff unakkusativisches Verb (auch: ergatives Verb) bezeichnet in der Linguistik eine Klasse von Verben, die äußerlich wie  intransitive Verben markiert werden, also als einzige grammatische Ergänzung ein Subjekt im Nominativ haben, die aber nach verschiedenen anderen grammatischen Kriterien diese Ergänzung so behandeln, wie sonst das direkte Objekt behandelt wird. Beispiele im Deutschen sind: eintreffen, sinken, anschwellen.
Die Bezeichnung unakkusativisch stammt aus linguistischen Analysen, wonach solche Verben im Grunde kein Subjekt, sondern einzig ein grammatisches Objekt hätten, aber diesem keinen Akkusativkasus zuweisen können, weil ein Satz nur dann ein Akkusativobjekt aufweisen könne, wenn er auch transitiv sei, also eine Beziehung zwischen einem handelnden Subjekt und seinem Objekt ausdrückt. Das sichtbare Nominativsubjekt der unakkusativischen Verben sei dann nur oberflächlich ein Subjekt, aber kein Subjekt im vollen Sinne. Es ergibt sich somit eine Zweiteilung innerhalb der Klasse der „intransitiven“ Verben. Die Unterscheidung hat weitreichende Konsequenzen für das grammatische Verhalten der Verben; beispielsweise ist der unakkusativische Typ nicht passivierbar (wogegen intransitive Verben im Deutschen sonst durchaus passiviert werden können).
Unakkusativität ist in Sprachen wie dem Deutschen also eine verdeckte grammatische Kategorie, die sich nur im Verhalten von Verben bzw. ihren Subjekten äußert, aber nicht in Wortformen angezeigt wird. Manche andere Sprachen zeigen auch in der Vergabe von Kasus oder in den Personalformen des Verbs (Kongruenz) zwei Gruppen von Verben, nämlich solche, die ihre einzige Ergänzung als Subjekt markieren, und andere, die ihre einzige Ergänzung als Objekt markieren; in solchen Fällen mit grammatischer Markierung spricht man jedoch eher von „gespaltener Intransitivität“ oder einer Aktiv-Inaktiv-Sprache. In beiden Fällen scheinen jedoch gleichartige Gruppen von Verben beteiligt zu sein, so dass sich das Problem ergibt, welcher Faktor in der Bedeutung von Verben dieses Verhalten erklärt.

## Probleme der Terminologie
Der Begriff „unakkusativisch“ geht auf Arbeiten von David M. Perlmutter (1978) zurück und wurde erstmals im Rahmen seines Modells der Relationalen Grammatik formuliert. Gleichbedeutend ist die Bezeichnung „ergatives Verb“ im Sinne von Luigi Burzio (1986) in der Generativen Grammatik (diese Bezeichnung hat jedoch nichts mit Ergativ als Name eines Kasus zu tun).
Da durch die Unakkusativ-These eine Zweiteilung der Klasse von traditionell „intransitiv“ genannten Verben erfolgt, ergibt sich das Problem, für Verben mit echtem Subjekt als einzigem Argument eine eindeutige Bezeichnung zu finden. Im Zusammenhang mit der Terminologie von Burzio (1986) wird das Gegenteil von unakkusativischen (bzw. „ergativen“) Verben – also die „normalen“ intransitiven Verben – häufig als „unergativ“ bezeichnet. Eine andere Möglichkeit ist, den traditionellen Begriff „intransitiv“ durch den Begriff „einstelliges Verb“ zu ersetzen (so Levin & Rappaport 1995) und diese Kategorie dann in „intransitiv (im engeren Sinn)“ und „unakkusativisch“ aufzuteilen.
Für den Fall ganzer Verbpaare, bei denen dasselbe Verb sowohl transitiv als auch unakkusativisch verwendet werden kann, gibt es auch die Bezeichnung labiles Verb.

## Relevante grammatische Phänomene im Deutschen

### Bildung des „Partizip Perfekt“
Im Deutschen können von vielen Verben Partizipien abgeleitet werden, die dann wie ein Adjektiv verwendet werden können. Das sogenannte „Partizip Perfekt Passiv“ bezieht sich in seiner adjektivischen Verwendung normalerweise auf das Objekt des zugrunde liegenden Verbs (daher wird es oft als „Passiv“ bezeichnet):
```
der mitgebrachte Wein
    –  „der Wein“ = y aus: 
x bringt y mit

die geleerten Mülltonnen
 –  „die Mülltonnen“ = y aus: 
x leert y

das geputzte Bad
         –  „das Bad“ = y aus: 
x putzt y
```

Intransitive Verben können normalerweise nicht in dieser Konstruktion auftreten; dies erklärt sich daraus, dass das Partizip sich nicht auf das Subjekt des zugrundeliegenden Verbs beziehen kann, wie schon in den Beispielen oben zu sehen ist.
```
*nicht:

*der gesungene Mann
      mit „der Mann“ als x aus: 
x singt (y)

*die geschlagene Uhr
     mit „die Uhr“ als x aus: 
x schlägt

*die geputzte Hausfrau
   mit „die Hausfrau“ als x aus: 
x putzt (y)
```

Unter den intransitiven Verben gibt es jedoch eine Gruppe von Verben, die Ausnahmen bilden (so dass die Bezeichnung „Partizip Perfekt Passiv“ hier nicht mehr zutreffend ist):
```
der eingeschlafene Hund
   –  „der Hund“ = x aus: 
x schläft ein

die eingetroffene Post
    –  „die Post“ = x aus: 
x trifft ein

das verrostete Scharnier
  –  „das Scharnier“ = x aus: 
x verrostet
```

Die Verben einschlafen, eintreffen und verrosten sind nun Beispiele für Verben, die ihre einzige Ergänzung (x) so behandeln, wie sonst nur Objekte behandelt werden können (nämlich die y aus der ersten Beispielgruppe) – diese Verben sind also Beispiele für unakkusativische Verben.

### Unpersönliches Passiv
Im Deutschen können transitive und intransitive Verben in einer Passivform erscheinen. Jedes Mal wird im Passiv das zugrunde liegende („logische“) Subjekt nicht in den Satz übernommen; war das Verb transitiv, rückt stattdessen das zugrunde liegende Objekt in die Subjektposition auf. War das zugrunde liegende Verb intransitiv, bleibt nach der Tilgung des zugrunde liegenden Subjekts keine Ergänzung übrig und es entsteht ein sogenanntes unpersönliches Passiv – eine Konstruktion ohne Subjekt:
```
x leerte die Mülltonnen
  → die Mülltonnen wurden geleert

x reparierte den Motor
 → der Motor wurde repariert
```

```
x rauchte
 → (Also) wurde geraucht.

x putzte
 → (Den ganzen Tag) wurde geputzt
```

Einige intransitive Verben erlauben jedoch kein solches unpersönliches Passiv, darunter sind genau die Verben, die sich hinsichtlich der Partizipbildung als unakkusativisch erweisen. Die Beispiele zeigen also den Effekt, dass diese Verben ihre Ergänzung nicht so behandeln, wie sonst ein Subjekt behandelt wird:
```
x schlief ein
  → 
*nicht:
 Dann wurde eingeschlafen

x traf ein
  → 
*nicht:
 Da wurde (von der Post) eingetroffen

x verrostete
  → 
*nicht:
 Überall wurde verrostet
```

### Resultative Adjektive
Bei der Resultativkonstruktion wird ein Verb, das eine Aktivität bezeichnet, mit einem Adjektiv verbunden, das das Resultat dieser Tätigkeit nennt:
```
den Tisch trocken reiben
 – Aktivität 
reiben
 bewirkt das Resultat, dass 
der Tisch trocken
 ist

den Teller leer essen
 – Aktivität 
essen
 bewirkt das Resultat, dass 
der Teller leer
 ist

das Taschentuch nass weinen
 – Aktivität 
weinen
 bewirkt das Resultat, dass 
das Taschentuch nass
 ist
```

Generell wird das Resultat vom Objekt der Konstruktion ausgesagt, wobei das Objekt zusammen mit dem Adjektiv neu eingeführt werden kann und keine vom Verb verlangte Ergänzung sein muss (wie in den obigen Beispielen). Nach dieser Regel kann ein Resultat also nicht vom Subjekt ausgesagt werden. Wenn dieser inhaltliche Bezug dennoch hergestellt werden soll, gibt es jedoch die Möglichkeit, ein bedeutungsleeres Reflexivpronomen zusätzlich einzuführen. Dies hat den Effekt, dass rein formal ein grammatisches Objekt zur Verfügung steht, das den Träger des Resultats abgeben kann:
```
Der Kranke hat 
sich
 wund gelegen
 – Aktivität 
liegen
 (des Kranken) bewirkt das Resultat, dass 
der Kranke wund
 ist

Sie lachte 
sich
 tot
 – Aktivität 
lachen
 bewirkt das Resultat, dass „sie tot“ ist (in einem übertragenen Sinn).
```

Einige Verben erlauben nun kein solches Reflexiv, stattdessen treten sie in Konstruktionen auf, bei denen das resultative Adjektiv sich scheinbar doch auf das Subjekt bezieht. Solche Konstruktionen sind zwar relativ selten, aber es finden sich Beispiele sowohl im Deutschen als auch im Englischen.
```
der Motor lief heiß
 – 
*nicht:
 
der Motor lief sich heiß
```

```
Englisch:

the door slid open
 – 
*nicht:
 
the door slid itself open

„die Tür glitt auf“
```

Die Verben in dieser letzteren Konstruktion sind wiederum so zu beschreiben, dass sie ihr Subjekt so behandeln, wie sonst das grammatische Objekt behandelt wird. Dem entspricht auch die Möglichkeit einer Partizipbildung wie der heißgelaufene Motor. Die Regel, dass das resultative Adjektiv sich auf das Objekt beziehen muss, ist gewahrt, wenn die Subjekte dieser Konstruktion als zugrundeliegende Objekte anzusehen sind. Gleichzeitig erklärt dies auch, warum das Reflexiv nicht einmal zusätzlich eingesetzt werden kann: Die grammatische Funktion des Objekts, die es einnehmen müsste, ist nach dieser Analyse bereits von der Einheit besetzt, die scheinbar Subjekt ist.

### Hilfsverben im Perfekt
Für verschiedene Sprachen wurden verschiedene weitere Kriterien genannt, die unakkusativische Verben auszeichnen, aber im Deutschen nicht anwendbar oder strittig sind. Häufig wird z. B. die Wahl des Hilfsverbs im Perfekt als Kriterium genannt: Unakkusativische Verben sollen dazu tendieren, mit einem sein-Perfekt gebildet zu werden, echt intransitive mit einem haben-Perfekt. Allerdings ist nicht klar, warum diese Verbindung bestehen soll, und ferner finden sich in verschiedenen Sprachen Fälle, wo ein sein-Perfekt auf Verben ausgedehnt ist, die nicht unakkusativisch sein dürften, z. B. bei Verben der aktiven Bewegung wie rennen, schwimmen etc. im Deutschen oder Wetterverben wie regnen im Italienischen (die italienische Form ha entspräche deutschem hat, und è entspräche deutschem ist):
| Deutsch         | Italienisch |
| --------------- | ----------- |
| Er ist gerannt  | Ha corso    |
| Es hat geregnet | È piovuto   |

## Grammatische Struktur
Die Frage, ob die Unakkusativitätseffekte besagen, dass die Nominativ-Ergänzung dieser Verben tatsächlich ein Objekt ist, wird kontrovers diskutiert.
Eine mögliche Position ist, dass die Effekte, wonach eine Ergänzung wie ein Objekt behandelt wird, in den Bereich der semantischen Interpretation fallen und nicht als Grammatikregeln angesehen werden müssen.
Die gegenteilige Auffassung, die von vielen Anhängern der Transformationsgrammatik vertreten wird, besagt, dass in einer zugrundeliegenden Repräsentation die fraglichen Ergänzungen tatsächlich als Objekt des Verbs eingesetzt werden und durch eine Transformation in die Subjektposition gelangen, wo sie den Nominativkasus erhalten.  Vor diesem Hintergrund ist auch die Bezeichnung „unakkusativisch“ zu verstehen: Es seien Verben, die tatsächlich nur ein grammatisches Objekt haben, dem sie aber keinen Akkusativkasus zuweisen können (als eine Auswirkung von Burzios Generalisierung). Wie in den Beispielen zur Resultativkonstruktion zu sehen ist, sind normale intransitive Verben (siehe die Beispiele mit essen, weinen, liegen, lachen) tatsächlich im Prinzip fähig, mit einem Akkusativobjekt zu erscheinen, nur die Verben (heiß)laufen, gleiten etc. können dies nicht.

## Herleitung aus der Verbbedeutung und Fragen des Sprachvergleichs
Seit das Phänomen der Unakkusativität entdeckt wurde, ist versucht worden, es aus der Bedeutung der Verben zu erklären. Ein einfacher Ansatz ist, das Phänomen an semantischen Rollen festzumachen und zu vermuten, dass unakkusativische Verben diejenigen sind, bei denen die semantische Rolle des Arguments dieselbe ist wie sonst bei grammatischen Objekten transitiver Verben. Beispielsweise gibt es bei dem Verb zerbrechen eine Variante als transitives Verb und eine mit nur einem Argument, die unakkusativisch ist. Bei letzterer liegt tatsächlich nur das Argument vor, das in der transitiven Konstruktion dem Objekt entspricht. Daher könnte erwartet werden, dass es sich auch in mancher Hinsicht wie ein Objekt verhalten sollte:
```
Das Kind zerbricht die 
Tasse

 
Die Tasse
 zerbricht
```

Wenn demnach das einzige Argument eine dem Patiens verwandte Rolle trägt, würde Unakkusativität folgen; wenn es eine einem Agens verwandte Rolle trägt, würde ein echt intransitives (unergatives) Verb entstehen. Sehr früh wurde jedoch auf einzelsprachliche Unterschiede im Verhalten von Verben hingewiesen, die zumindest übersetzungsäquivalent sind, beispielsweise die verschiedenartige Einstufung von Verben wie sterben, schwitzen oder erröten in verschiedenen Sprachen.  Andere Autoren haben seither vorgebracht, dass feine Unterschiede in der Bedeutung solcher Verben das Schwanken zwischen Unakkusativität/Intransitivität erklären könnten – so unterscheide sich z. B. das italienische arrossire (erröten, übersetzt als englisch „blush“) von dem niederländischen blozen (ebenfalls ins Englische übersetzt als „blush“) darin, dass arrossire zwangsläufig eine Veränderung bezeichnet, während ndl. blozen einen andauernden Zustand aussage.  Aus einem solchen Unterschied könne sich ergeben, dass das italienische Verb seinem Argument Objekteigenschaften zuspricht (d. h. Veränderung) und das bedeutungsähnliche niederländische Verb dies nicht tut (weil Körperzustände als eine Art von verursachten Situationen zählen, also im relevanten Sinn agensartige Verben ergeben). Eine Erklärung, warum das italienische Verb für „erröten“ (bzw. „blush“) unakkusativisch ist, während das niederländische Verb es nicht ist, könnte demnach an Unterschieden hängen, die feiner sind als herkömmliche semantische Rollen.
Zusammengefasst ergibt sich folgende Gruppierung von Verbbedeutungen (deren Zuordnung dennoch, wie angedeutet, teilweise immer noch schwankend oder strittig sein kann):
Echt intransitive Verben:
- Agentive Verben (bewusste Verursachung), z. B. rennen, arbeiten
- Verben, die unwillkürliche körperliche Prozesse bezeichnen, z. B. niesen, bluten, schwitzen (strittig)
- Nicht agentive Verben, deren einzige Ergänzung sonst wie den inneren ursächlichen Faktor einer Situation enthält, z. B. glänzen, blubbern, stinken

Unakkusativische Verben
- Verben des Zustandswechsels, z. B. rot werden, zerbrechen, ankommen
- Verben der gerichteten Veränderung (ohne festen Endzustand), z. B. abkühlen, steigen
- Agentive Verben, wenn sie zugleich Veränderung im Agens bezeichnen, z. B. aufstehen
- Verschiedene Verben, die weder einen ursächlichen Faktor noch einen Zustandswechsel oder zielgerichtete Veränderung bezeichnen, z. B. rollen, existieren.

Die Existenz eines unerklärten Rests von „sonstigen“ Verben führt Levin & Rappaport (1995) zu der Position, dass zwar der Status einer Verbergänzung als echtes Subjekt vom Vorliegen bestimmter semantischer Faktoren abhänge (die weiter oben als „Agensartigkeit“ bezeichnet wurden); im Übrigen aber Unakkusativität sogar den Normalfall darstelle, wie ein einzelnes Argument sich zu einem Verb verhalte. Demnach gäbe es keinen einheitlichen semantischen Faktor, den unakkusativische Verben gemeinsam haben müssten, weil es sich im Wesentlichen um eine Restklasse handelte, die nach der Bestimmung „echter“ Subjekte einfach übrigbleibt. Es muss aber weiterhin der Faktor „gerichtete Veränderung“ als eigenständiger Auslöser von Unakkusativität dazugenommen werden, da dieser ggf. vor agensartigen Eigenschaften noch Vorrang hat (wie das Beispiel aufstehen zeigt).